# Басино (Псковская область)
Басино — деревня в Новоржевском районе Псковской области России. Входит в состав  Выборской волости.

## География
Расположена в 3 км к югу от волостного центра, деревни Выбор.

## Население
| 2001 | 2002 | 2010 |
| ---- | ---- | ---- |
| 39   | ↗41  | ↘33  |

Численность населения деревни по состоянию на конец 2000 года составляла 39 человек.